# Viking 2

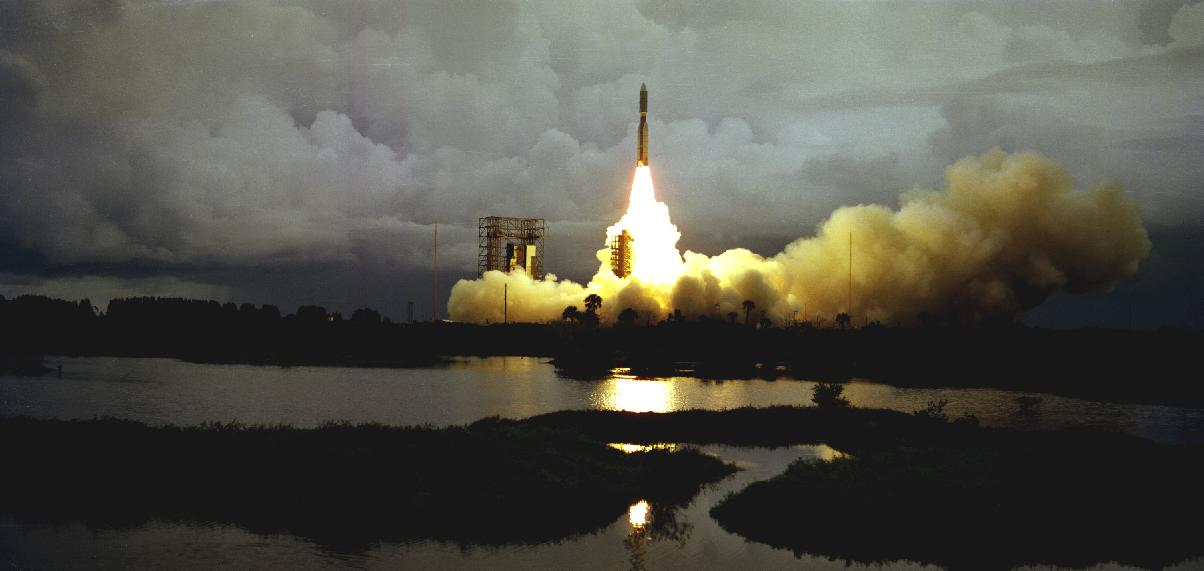
Lancering Viking 2

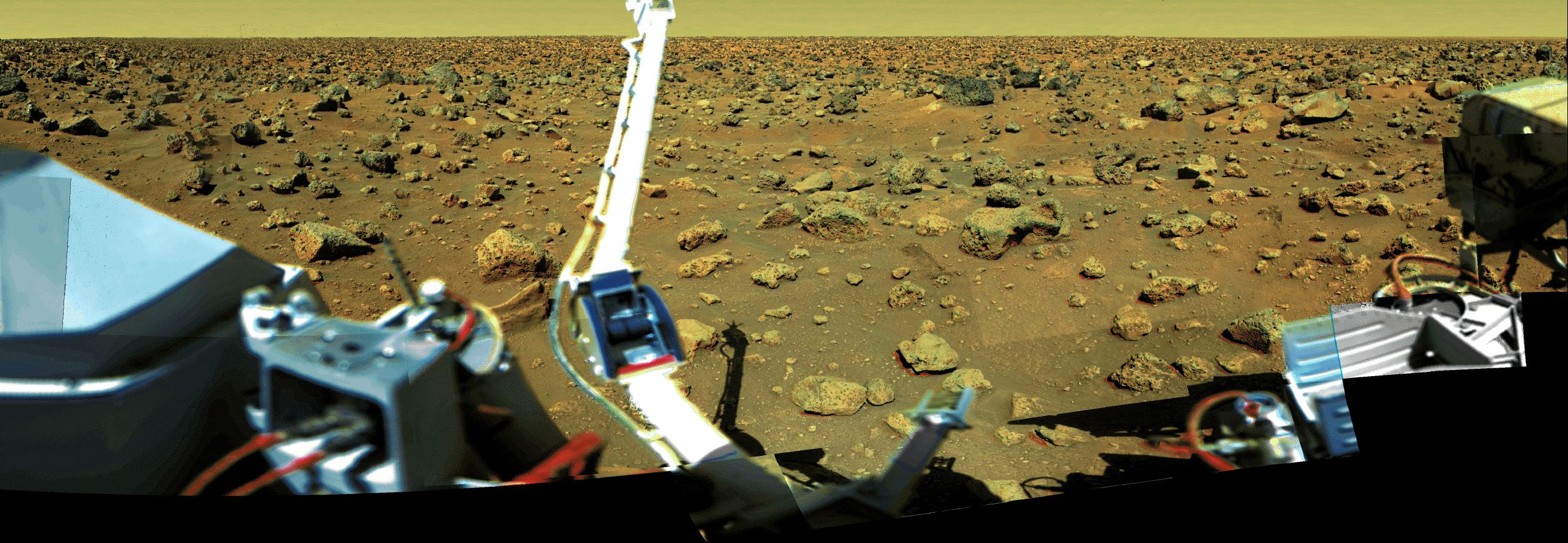
Landingsplaats Viking 2

De Viking 2 missie was onderdeel van het Vikingprogramma met als doel verkenning van de planeet Mars. Net als Viking 1 bestond het ruimtevaartuig uit een orbiter en een lander.
De Viking 2 werd op 9 september 1975 gelanceerd met behulp van een Titan IIIE draagraket.
Op 7 augustus 1976 bereikte de Viking 2 Mars. Op 3 september 1976 kwam de lander op de planeet zelf aan. Het gebied waar de Viking 2 lander neerkwam heet Utopia Planitia (22:58 UTC, MSD 36500 00:34 AMT, 3 Mesha 195 Darische).
De Viking 2 orbiter vloog tot op 22 kilometer van de maan Deimos en nam scherpe foto's van de kleinste van de twee manen van Mars.